# Bernhard Bentgens
 (juillet 2020).
Si vous disposez d'ouvrages ou d'articles de référence ou si vous connaissez des sites web de qualité traitant du thème abordé ici, merci de compléter l'article en donnant les références utiles à sa vérifiabilité et en les liant à la section « Notes et références ».
Bernhard Bentgens (né le 1er novembre 1956 à Duisbourg) est un compositeur, chef d'orchestre, auteur-compositeur-interprète, chef de chœur et conférencier allemand (modérateur humoristique de spectacles de variétés, cabarets, revues, spectacles, émissions de télévision ou de radio).

## Biographie
En 1981, Bernhard Bentgens est diplômé de la Folkwang Universität à Essen-Werden avec un Staatsexamen (Master allemand). Ses sujets principaux sont le piano, l'orgue, le chant, la direction chorale et orchestrale. [1] Entre 1981 à 1983, il travaille comme musicien dans l'orchestre du Théâtre National de Mannheim. Entre 1982 et 1984, Bernhard Bentgens termine ses études musicologiques avec Ludwig Finscher à Heidelberg et Alexander Ringer en Illinois. En 1984, son premier programme solo sort pour lequel il reçoit le prix de cabaret de Bade-Wurtemberg la même année. Au cours des cinq années suivantes, Bernhard Bentgens travaille comme directeur musical de la musique incidente au Heidelberg City Théâtre. De 1987 à 1992, il est engagé comme intervenant à l'Université des sciences appliquées d’Heidelberg.
Après 1989, il travaille comme compositeur indépendant pour le théâtre, la télévision et la radio en Allemagne et à l'étranger. Depuis la même année, Bernhard Bentgens dirige le Heidelberg HardChor et le 1. FC Heidelberg. Avec le trio de clowns Extra Nix, il tourne dans les années 1990 avec Rosemie Warth et Thomas Nigl sur des scènes de festivals renommés en Europe et au Canada. Pendant ce temps, il travaille avec divers orchestres, tels que l'Orchestre philharmonique de Stuttgart, l'orchestre de la radio d’Hesse, le Saarland Radio Orchestra, l'Orchestre symphonique de Fribourg et l'Orchestre symphonique de Hambourg, et il compose la musique de la série télévisée allemande Der Plakatierer (L'afficheur).
Bernhard Bentgens travaille comme présentateur de galas et de concerts symphoniques des années 1990. Depuis 1992, il fait partie de la distribution principale d'une émission de radio mensuelle en direct Zungenschlag à Heidelberg. Il s'est ensuivi diverses productions radiophoniques. Avec Roger Back, il organise le festival de chansons Schöner Lügen depuis 2001.
Depuis 2005, il dirige un chœur composé de mères et de pères, The Mamas and Papas de l'Institut anglais d’Heidelberg. 2007, il fonde avec son épouse Julia Bentgens la Metropolitan International School avec des crèches, des jardins d'enfants, des écoles primaires et secondaires et un internat. En 2014, Bentgens a fondé le Beschwerdechor / Besserwerdechor à Heidelberg.

## Distinctions
- 1984 : Mannheim Kleinkunstpreis
- 1984 : "Terpsichore" (Bade-Wurtemberg Kleinkunstpreis)
- 1993 : Prix spécial du jury au Charlie Rivel-Memorial, Barcelone, avec Extra-Nix
- 1993 : Troisième prix au Printemps des Courges Clown - Festival, Toulouse, avec Extra-Nix
- 1996 : Prix Cabaret Bade-Wurtemberg (1er prix)

## Programmes, CD et livres
- 1984 : Programme solo "Unterwasserlieder"
- 1988 : Programme solo "Musenfrust"
- 1995 : CD « Bentgens. Lieder für Hirn, Herz und Bauch"
- 1995 : Programme "Concert in 3D"
- 1997 : CD "Bentgens live"
- 1998 : CD "Bentgens plus live"
- 2000 : Programme et CD avec cassette "Hallo Zukunft"
- 2001 : Musical « Ob sich das Herz zum Herzen findet"
- 2001 : Programme solo « Fühl-Vergnügen"
- 2003 : Comédie musicale « Oh, dass sie ewig grünen bliebe"
- 2003 : Programme solo "Bouddha bei den Fischen"
- 2005 : CD « Lametta im Bikini"
- 2006 : CD « Sing im Unsing"
- 2007 : Programme "Mama Mia" avec Maria Bentgens
- 2012 : Programme et CD (2015) « Bentgens und die 3 Musiktiere" ("Bentgens et les trois Mousquetaires") avec Peter Antony, Tom Beisel, Bernhard Heuvelmann et Peter Saueressig
- 2014 : Série d'événements « Schwarmsingen" dans la Halle02 à Heidelberg
- 2016 : Musique de chambre en deux volumes « Musik für Geige" et « Musik für Klavier"
- 2016 : CD « Jenseits von Norden und Süden"
- 2017 : CD « Sieben"
- 2018 : Deux livres "Gedichte1" et "Blötschkopp" (prose)
- 2019 : Première de "Circus inclusioni" avec Beschwerdechor
- 2020 : Livre « Magier de Sinne, Poet de Leidenschaft" 222 chansons de Bernhard Bentgens